# Valentino (azienda)
Valentino S.p.A. è una azienda di alta moda fondata a Roma nel 1960 da Valentino Garavani e attualmente di proprietà del gruppo Mayhoola for Investments (Qatar). Dal 2024 il direttore creativo unico è lo stilista Alessandro Michele, mentre l'amministratore delegato è 2020 Jacopo Venturini; la società ha ottenuto nel 2022 un fatturato di 1,419 miliardi di euro.
Già dalla metà degli anni sessanta il marchio Valentino divenne popolarissimo, e nel 1968 la rivista statunitense Women Wear Daily lo definì "re della moda italiana".
Nel 1967 lo stilista ricevette il prestigioso riconoscimento Neiman Marcus Award. Nel 1982 all'interno del Metropolitan Museum di New York per la prima volta venne allestita una sfilata di moda, dedicata proprio a Valentino.

## Storia

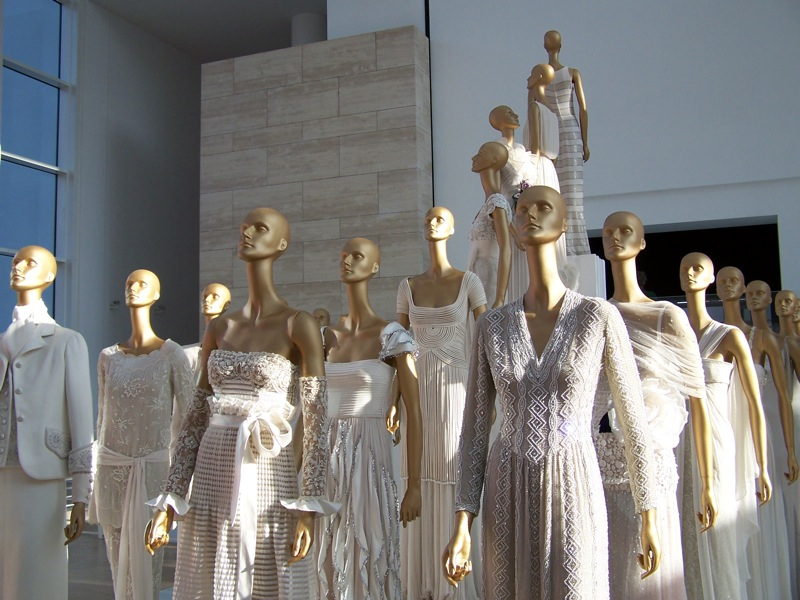
Abiti Valentino.

Sneaker Valentino

Il marchio nacque nel 1960 quando Valentino Garavani aprì una casa di moda a Via Condotti a Roma insieme ad alcuni soci, fra cui suo padre. Gli alti costi di gestione, unitamente al gusto per il lusso dello stilista, portarono i soci a ritirarsi dall'attività e facendo rischiare la bancarotta evitata grazie all'entrata nella società di Giancarlo Giammetti, studente di architettura con il quale Garavani riavviò la casa di moda, occupandosi esclusivamente dell'aspetto creativo, e lasciando al socio l'aspetto finanziario.
Il debutto internazionale avvenne a Firenze nel 1962 con una prima sfilata di moda a Palazzo Pitti che ebbe un'ottima accoglienza di pubblico e critica, attirando sul marchio l'attenzione dei media, compresa quella della rivista Vogue. In seguito lo stilista rivelerà che dopo un'ora dall'inizio della sfilata, era stata venduta l'intera collezione. La clientela di Valentino si accrebbe notevolmente, includendo personalità di spicco come Farah Diba, Jacqueline Kennedy Onassis che sposerà Aristotele Onassis con un abito disegnato da Valentino, Elizabeth Taylor, Marella Agnelli e la principessa Margaret. Dal 1972 - attraverso una collaborazione con la Italo Cremona destinata a durare fino al 1978 - Valentino lanciò una serie di linee di occhiali da sole. Dal 1978, grazie ad una collaborazione con il Gruppo Finanziario Tessile, lanciò la propria linea di prêt-à-porter.
Nel 1998 Garavani e Giammetti hanno venduto la compagnia per circa 500 miliardi di lire al gruppo Hdp, conglomerato controllato in parte da Gianni Agnelli. Nel 2002, dopo mesi di trattative, la Hdp cede la Valentino S.p.A. al Gruppo Marzotto per un importo che si aggira intorno ai 240 milioni di euro. Nel 2003 alcuni abiti Valentino vengono esibiti in occasione della mostra My Favorite Dress, organizzata dalla stilista Zandra Rhodes e tenutasi presso il Fashion Textile Museum di Londra. Nel 2005 infine il gruppo Marzotto subisce uno scorporo. Vengono quindi separate le attività del settore tessile che confluiscono in Marzotto S.p.A, da quelle dell'abbigliamento che vanno a costituire la Valentino Fashion Group.
All'ingresso della sede di Valentino a Roma è presente l'opera Venere che piange, dello scultore Igor Mitoraj, sita nel chiostro di Palazzo Gabrielli-Mignanelli progettata dall'architetto Raimondo Grassi.
Il 12 luglio 2012 la casa di moda viene venduta, insieme al marchio M Missoni, alla società Mayhoola for Investments del Qatar.
Il 12 maggio 2020 la maison annuncia il subentro, a partire dal 1º giugno, di Jacopo Venturini al posto di Stefano Sassi nel ruolo di amministratore delegato.

## Marchi principali

### Valentino

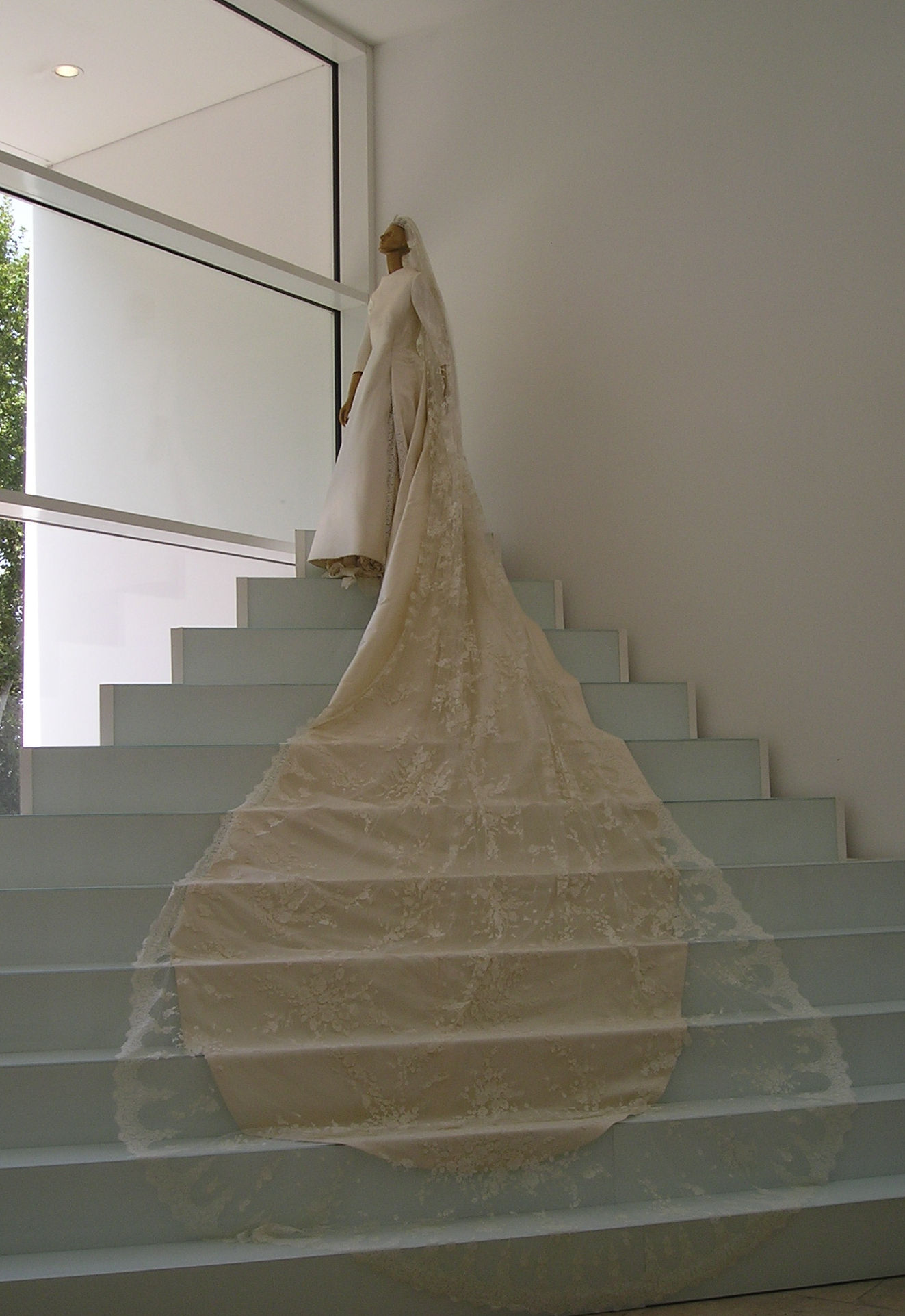
L'abito da sposa di Maxima dei Paesi Bassi, realizzato da Valentino ed esibito alla mostra "Valentino a Roma", tenutasi al Museo Ara Pacis di Roma.

Il marchio Valentino è il core brand dell'intera azienda Valentino S.p.A., e comprende le collezioni dell'alta moda sia femminile che maschile. Si tratta di prodotti destinati a una clientela selezionata, considerando che essi fanno parte della fascia più alta del mercato (per quanto riguarda il pret-a-porter), o sono addirittura capi unici confezionati su misura dai sarti dell'atelier di Roma. Sono compresi nel marchio Valentino anche le collezioni di abiti da sposa, gli occhiali da sole, l'orologeria e i profumi, realizzati e commercializzati su licenza come i seguenti:
- Valentino Classique per donna (1978)
- Vendetta By Valentino per donna (1991)
- Very Valentino per donna (1998)
- Very Valentino for Men per uomo (1999)
- Valentino Gold per donna (2002)
- V per donna (2005)
- Valentino V Absolu per donna (2006)
- Valentino V Ete By Valentino per donna (2006)
- Rock'n'Rose per donna (2006)
- V pour Homme per uomo (2006)
- Rock n' Rose Couture per donna (2007)
- Valentina per donna (2011)

### Valentino Roma
Valentino Roma è il marchio destinato all'abbigliamento prêt-à-porter femminile, destinato ad un bacino di utenza più ampio rispetto a quello del marchio Valentino, tramite una maggiore diffusione nelle boutique e prezzi leggermente più bassi. Anche a livello stilistico la linea Valentino Roma è più soggetta ai cambiamenti della moda, e risulta meno marcata rispetto al core brand.

### Valentino Garavani
Valentino Garavani è il marchio della maison specializzato nella realizzazione di accessori moda. Attraverso Valentino Garavani vengono distribuite borse, calzature, pelletteria, cinture ed altri accessori destinati alle donne ed agli uomini. Si tratta di prodotti che si collocano nello stesso segmento dell'abbigliamento Valentino Roma.

### REDValentino
Il marchio REDValentino è un brand della maison dedicato alla clientela più giovane.

## Distribuzione
Il marchio Valentino S.p.A. è distribuito in oltre 100 paesi in tutto il mondo, attraverso una capillare rete di negozi che conta all'incirca 1500 punti vendita, di cui 175 boutique monomarca.

## Direttori creativi
- Valentino Garavani –  dal 1959 al 2007[14]
- Alessandra Facchinetti –dal 2007 al 2008[14]
- Maria Grazia Chiuri & Pierpaolo Piccioli – dal 2008 al 2016
- Pierpaolo Piccioli – dal 2016 al 2024[30]
- Alessandro Michele - da Marzo 2024[30]

## Fatturato
- 1,164 miliardi di € (2017)[31]
- 1,194 miliardi di € (2018)[22]
- 1,223 miliardi di € (2019)[22]
- 882 milioni di € (2020)
- 1,231 miliardi di € (2021)
- 1,419 miliardi di € (2022)

## Testimonial

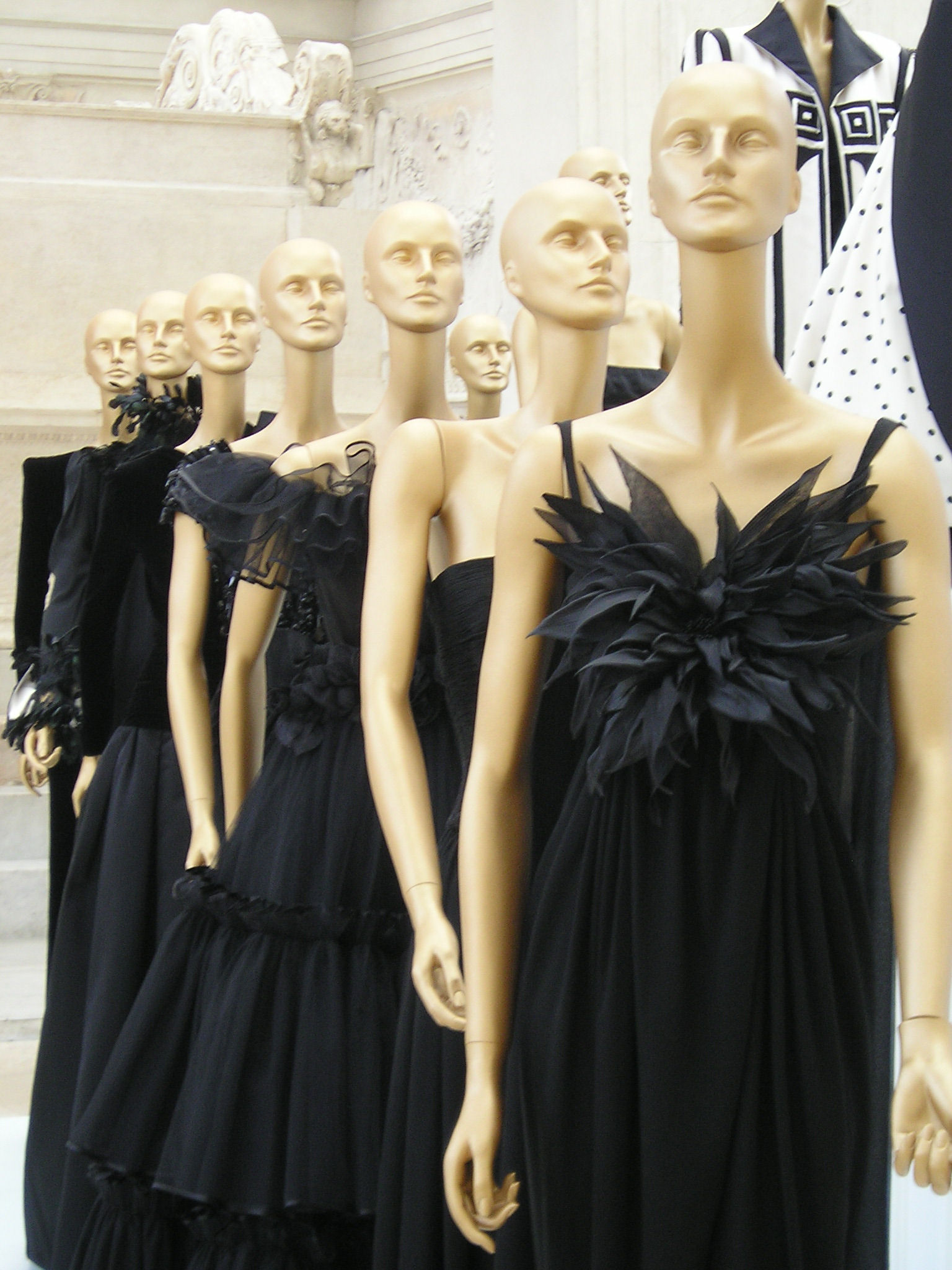
Abiti Valentino.

Da anni Valentino è il marchio scelto da diversi personaggi celebri, che spaziano dal mondo dello spettacolo a quello della politica. La sceicca Moza bint Nasser al Missned ha dichiarato di vestire abitualmente abiti Valentino mentre Jacqueline Kennedy Onassis sposò Aristoteles Onassis indossando un abito appositamente disegnato da Valentino. Meryl Streep in più occasioni ha indossato abiti Valentino, come durante la prima del film Il diavolo veste Prada (nello stesso film lo stilista Valentino Garavani compare in un cameo) o al Festival del Cinema di Venezia. Sul palco del Festival di Sanremo nel 2006 Ilary Blasi ha indossato abiti firmati Valentino, lo stesso per Michelle Hunziker nel 2007, durante la prima serata. Un'altra celebre testimonial per il marchio è stata la presentatrice Simona Ventura che nel corso del reality show L'isola dei famosi 5 ha sfoggiato ogni settimana un diverso abito della maison, tutti rigorosamente rosso Valentino. A scopi benefici è stata realizzata una Barbie in edizione limitata, vestita con un abito Valentino, che in precedenza era stato sfoggiato da Julia Roberts, durante la premiazione degli oscar del 2001.